# Солнечный (Курская область)
Со́лнечный — посёлок в Золотухинском районе Курской области России. Административный центр Солнечного сельсовета.

## География
Посёлок Солнечный находится в северной части Курской области, близ реки Сновы, правого притока Тускари.

## Население
| 2002  | 2010  | 2012  | 2013  | 2014  | 2015  | 2016  |
| ----- | ----- | ----- | ----- | ----- | ----- | ----- |
| 2594  | ↗2620 | ↘2601 | ↘2550 | ↘2516 | ↘2493 | ↘2447 |
| 2017  | 2018  | 2019  | 2020  | 2021  |       |       |
| ↘2437 | ↘2403 | ↘2358 | ↘2309 | ↘2246 |       |       |

## История
В 1974 году началось строительство сахарного комбината и посёлка в Золотухинском районе Курской области. 19 сентября 1979 года появился первый официальный документ, утверждающий название посёлка. 1 мая 1981 был образован Солнечный сельсовет.

## Религия
В 1999 году в посёлке открылся храм «Воскресения Христова».